# Caseolus hartungi
Caseolus hartungi је пуж из реда Stylommatophora.

## Угроженост
Ова врста је на нижем степену опасности од изумирања, и сматра се скоро угроженим таксоном.

## Распрострањење
Ареал врсте је ограничен на једну државу. 
Португал је једино познато природно станиште врсте.